# 7212 Artaxerxes
7212 Artaxerxes è un asteroide della fascia principale. Scoperto nel 1973, presenta un'orbita caratterizzata da un semiasse maggiore pari a 2,3024351 UA e da un'eccentricità di 0,1123769, inclinata di 4,06897° rispetto all'eclittica.
L'asteroide è stato così denominato in onore di Artaserse, imperatore persiano.